# Hobby Consolas
Hobby Consolas es una revista española de videojuegos fundada en octubre de 1991 por Hobby Press y editada actualmente por Axel Springer España (a la que pertenece HobbyPress hoy en día). Hobby Consolas es una de las revistas de videojuegos más antiguas en activo. Todos los meses ofrece información sobre videojuegos para todas las consolas, y desde 2012 también cubre la información sobre videojuegos de PC y dispositivos móviles, luego de que Micromanía (que hasta entonces cubría la información sobre PC) cambiase de editorial.
La revista se especializa en noticias de actualidad sobre todo lo que rodea la industria del videojuego. Además de noticias, incluye análisis de cada lanzamiento, reviews en profundidad y valoraciones de cada juego para que el lector tenga la mayor información posible antes de decidir su compra; lanzamientos y novedades, entrevistas, reportajes retro, trucos de videojuegos, ayuda a los lectores a través de su "Teléfono Rojo"... Como revista multiplataforma, dedica su atención informativa a PlayStation 4, PSVita, Xbox One,    Nintendo Switch, Nintendo 3DS, PC, iOS y Android.
Tiene un carácter mensual, y aproximadamente 330.000 lectores cada mes. Está dirigida a un público joven (de 14 a 34 años, 79,94%), de clase media/alta (69,26%) y mayoritariamente masculino (91,42%).
Se pone a la venta el día 1 de cada mes. En mayo de 2010 el grupo de comunicación Axel Springer lanzó la web HobbyNews, como una marca paraguas que aglutinara en este portal web todas las cabeceras del área de videojuegos del Grupo. En 2012, esta web cambió su nombre e identidad de marca para denominarse como la revista principal, Hobby Consolas. Hobbyconsolas.com es el sitio web donde los redactores de la revista Hobby Consolas y de las otras revistas de videojuegos de Axel Springer (Play Manía y Revista Oficial Nintendo), desarrollan su actividad periodística e informativa en línea.

## Características
Hobby Consolas fue una de las primeras revistas en España en dar información sobre videojuegos de consolas. Hasta su nacimiento, su revista hermana Micromanía ofrecía información para todo tipo de plataformas de la época, especializándose a partir de ese momento Micromanía en videojuegos para PC y otros ordenadores, y dejando la información sobre consolas y otras plataformas para HobbyConsolas. Cuando en el verano de 2012 Micromanía se independizó de la editorial que publicaba ambas revistas hasta ese momento, HobbyConsolas asumió también la información sobre videojuegos de PC. Cada año sus lectores eligen los mejores juegos, que reciben la mención especial anual de Hobby Consolas.
El equipo de redacción de la revista y la web cubren anualmente todos los eventos destacados del videojuegos a nivel internacional, como el E3 en Los Ángeles, la gamescom en Alemania o la Madrid Game's Week en Madrid.

## La web Hobbyconsolas.com

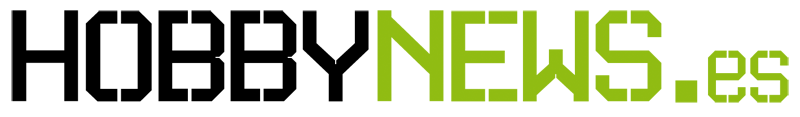
Logo de Hobbynews.es

Hobbyconsolas.com es la web especializada en videojuegos y cultura gamer del grupo editorial  Axel Springer España. Tiene su origen en 2010 bajo el dominio y con el nombre Hobbynews.es. Desde su puesta en producción se dedicó a la publicación en línea de noticias de actualidad sobre el mundo del videojuego, así como reviews, avances, vídeos y todo tipo de contenido sobre juegos, consolas y PC.
En 2012, Hobbynews.es fue rebautizada como Hobbyconsolas.com. Tomó el nombre de la principal revista de videojuegos de Axel Springer y se centró en dar cobertura informativa sobre los eventos del sector, con análisis de juegos, vídeos de creación propia con entrevistas, tertulias y discusiones, gameplays, etc. En el sitio web colaboran todas las redacciones de las revistas de Axel Springer: Hobby Consolas, Playmania y Revista Oficial Nintendo.
Hobbyconsolas.com no solo publica información de actualidad y análisis de juegos. También dedica una importante cobertura a la información sobre cultura gamer, esto es, cine, series, cómics, manga, juegos y mundo retro... También dispone de una base de datos de videojuegos, con información por juego y plataforma, noticias, análisis, vídeos; y también la posibilidad de que los propios usuarios de la web escriban su review y le otorguen una nota al juego. Asimismo cuenta con una sección de trucos, foros y una sección de blogs donde los redactores dan su opinión sobre los temas del momento.